# TAP ポルトガル航空425便墜落事故
TAP ポルトガル航空425便墜落事故（TAP ポルトガルこうくう425びんついらくじこ）とは1977年11月19日にベルギー・ブリュッセル発ポルトガル・リスボン経由ポルトガル・マデイラ空港（非公式にフンシャル空港とも）行きの定期便、TAP ポルトガル航空425便がマデイラ空港の滑走路をオーバーランしすぐそばの砂浜に墜落・爆発、搭乗していた164人のうち131人が死亡した事故である。

## 事故機
事故機はボーイング727-282 Advanced（機体記号CS-TBR）で、愛称の Sacadura Cabral はポルトガル人の航空の先駆者サカデュラ・カブラル (Sacadura Cabral) にちなんで命名された。製造番号は20972/1096で1975年1月21日にTAP ポルトガル航空に納入されており、プラット・アンド・ホイットニーJT8D-17 ターボファンエンジンを3基搭載していた（最大推力は16,000 lbf）。同機は1977年9月21日にB整備を終えており、事故当時の総飛行時間は6,154時間、総サイクル数は5,204回であった。

## 事故の経過
13時間15分の運行の後、11月19日土曜日午後9時48分直前、727型機の乗員は滑走路全長がわずか1600m（5,250ft、当時）と難易度が高いマデイラ空港への着陸を試みた。着陸復行を2回行った後、ジョアン・ロントラオ機長 (João Lontrão) とミゲル・ギマランイス・レアル副操縦士 (Miguel Guimarães Leal) は再度進入を試み、着陸が不可能な場合カナリア諸島のグラン・カナリア空港へダイバートするという決断をした。
豪雨や強風で視界が悪い中滑走路24へ最終進入中、機体は滑走路端から2,000ftの地点に接地したがハイドロプレーニング現象が発生した。残りの約3,000ftを滑走中、乗員は機体を停止させようと逆噴射やブレーキを最大限使用したが、対地速度約43ノット (80 km/h)で滑走路を外れて200-フート (61 m)の切り立った土手を越え、すぐそばの橋に激突し砂浜に墜落した。機体は2つに折れ、爆発・炎上した。
搭乗していた164人（乗客156人、乗員8人）のうち131人（乗客125人、乗員6人）が死亡し、当時としてはポルトガル史上最悪（死者が最多）の航空事故となった。2013年時点でこの事故はインディペンデント航空1851便墜落事故に次いで2番目に死者数が多い事故である。1946年に運航を開始したTAP ポルトガル航空の事故で2桁以上の死者が出たものは、現在に至るまでこの事故のみである。

## 事故後
事故後、TAP ポルトガル航空はマデイラ行きの便の機材を727-200型機から、全長が6m短く座席数は60少ない727-100型機のみに変更した。
この事故を受け当局は滑走路を延長する方法を検討した。滑走路が下にある砂浜より高いため、延長はとても難しく費用がかさんだ。1983年から1986年にかけ、滑走路が200m延長された。14年後の2000年、滑走路が再延長された。2000年の工事により滑走路全長は2,781 m (9,124 ft)となり、ボーイング747やエアバスA340などのワイドボディ機の着陸が可能となった。